# Dandenongs
Die Dandenongs (engl.: Dandenong Ranges), ursprünglich bekannt als Corhanwarrabul, sind eine Reihe flacher Berge, die im Mount Dandenong mit 633 Metern ihren höchsten Punkt erreichen. Sie liegen ungefähr 35 Kilometer östlich vom Zentrum Melbournes im Südosten von Australien. Man findet dort hauptsächlich steile Täler und Schluchten vor, bedeckt mit gemäßigtem Regenwald aus vorwiegend hohen Eukalypten und dichtem Unterholz.

## Geographie und Landschaft

Eukalypten, Baumfarne und Unterholz auf dem Mount Dandenong

Im Wesentlichen gliedern sich die Dandenong Ranges in drei Abschnitte:
- Der Ferntree Gully, ein Wander- und Naherholungsgebiet mit Picknickplätzen für die Bevölkerung von Melbourne, besteht aus naturbelassenem Buschland und großen Baumfarnen. Es wurde schon 1882 zum Naturpark erklärt. Einer der beliebtesten Wanderwege ist der  1000 Steps Walk, ein Treppenpfad von nicht ganz 1000 Stufen aufwärts durch die Farnschlucht zum One Tree Hill Picnic Ground. Früher gab es hier tatsächlich nur einen einzigen Baum, und der Hügel war ein beliebter Aussichtspunkt. Doch die Vegetation ist wieder nachgewachsen; der Lookout Tower wurde 1995 demontiert.
- Hauptattraktion des Sherbrooke-Regenwalds sind Riesen-Eukalypten mit mächtigen Stämmen, von dichtem Buschwerk und Schlingpflanzen umgeben. Die Sherbrooke Falls am namensgebenden Sherbrooke Creek erreichen nur nach starken Regenfällen das Volumen eines echten, über die Felsen stürzenden Wasserfalls. Die Wälder wurden im 19. Jahrhundert durch Holzeinschlag stark dezimiert, seit 1958 jedoch sind die verbliebenen Areale geschützt.
- Doongalla ist ein weiteres Wandergebiet mit Aussichtspunkten.

Diese Gebiete wurden 1987 zum Dandenong Ranges National Park zusammengefasst, dem 1997 noch der Olinda State Forest und der Mount Evelyn angegliedert wurden.

## Die höchsten Gipfel
- Mount Dandenong – 633 m
- Mount Corhanwarrabul – 628 m
- Ferny Creek Summit – 561 m
- One Tree Hill – 502 m
- Sassafras Summit – 488 m
- Sherbrooke Summit – 488 m

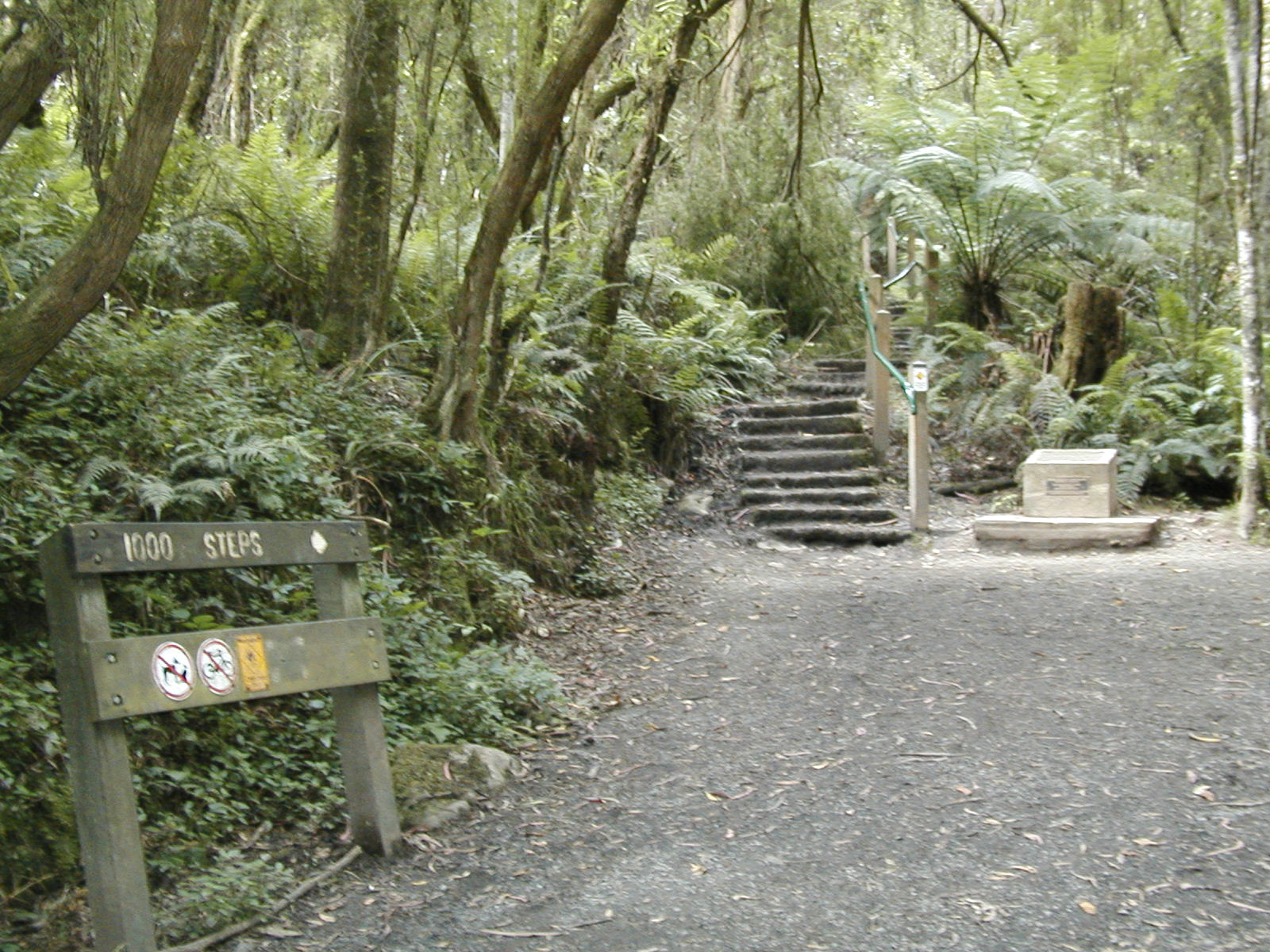
1000 Steps, Aufstieg zum One Tree Hill

Der Mount Dandenong ist ein beliebtes Ausflugsziel mit Restaurant und englischem Garten. An einem klaren Tag ist von der Panoramaterrasse die Skyline von Melbourne deutlich zu erkennen und reicht die Aussicht sogar bis zu den Ausläufern der Great Dividing Range.

## Flora und Fauna
Im Nationalpark sind fünf Vegetationsformen mit über 400 endemischen Pflanzenarten dokumentiert:
- Baumfarn-Schluchten
- Gemäßigter Regenwald
- Auwald
- verschiedene Untergruppen von Eukalyptuswäldern
- Hartlaubvegetation.

Im Park sind 130 Vogelarten, 31 Säugetierarten, 21 Reptilien und 9 Amphibienarten dokumentiert.
In der Vogelwelt sind Gelbhaubenkakadu, Pennantsittich, Lachender Hans, Goldbauchschnäpper und Dickschnabel-Würgerkrähe häufig. Leierschwänze sind eine seltenere Attraktion.

## „Puffing Billy“

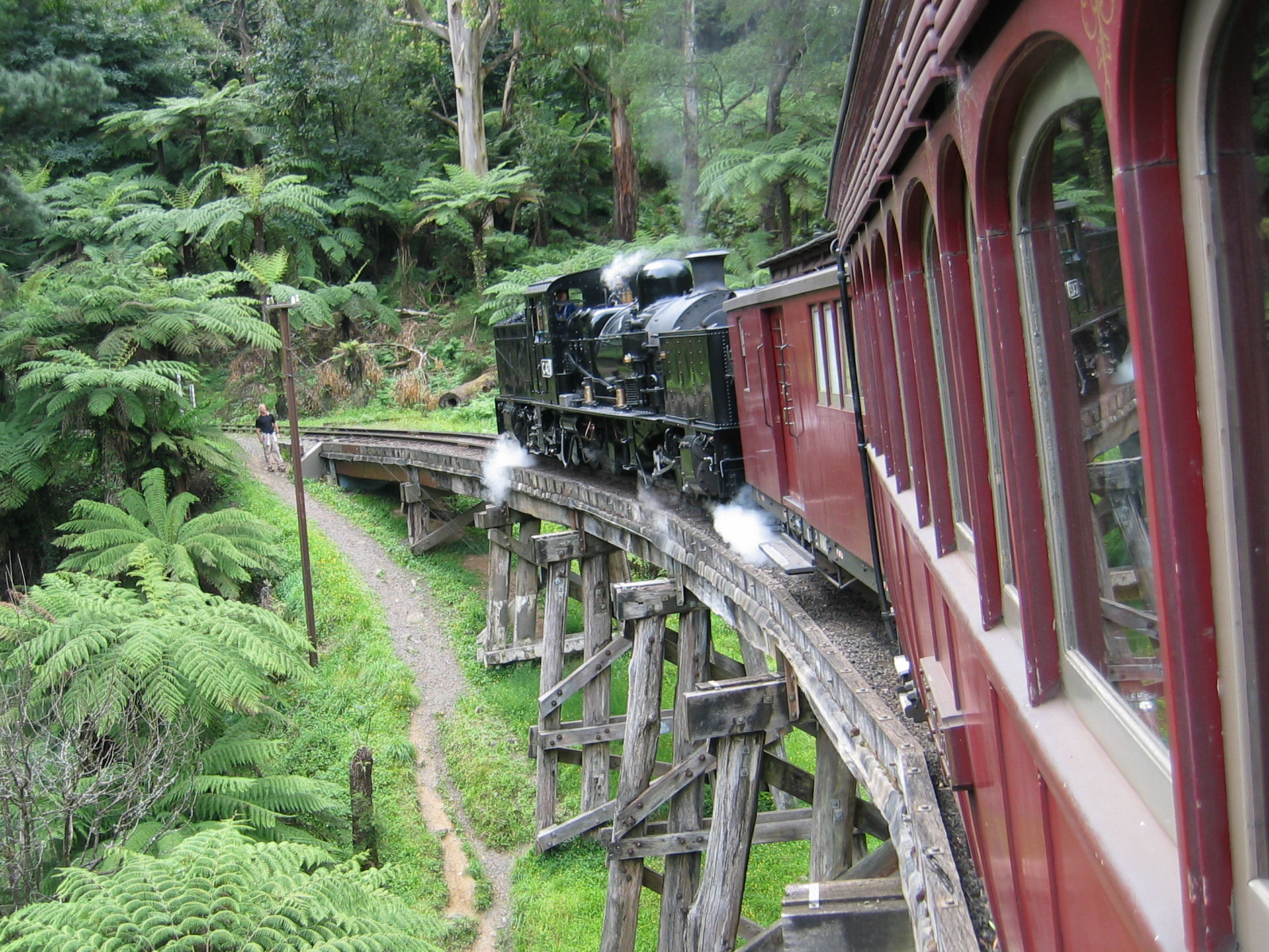
Puffing Billy auf einer Holzbrücke im Regenwald

Ein Touristenmagnet ist die 1900 eröffnete, dampfbetriebene Schmalspurbahn Puffing Billy, die in zwei Stunden über 24 Kilometer von Belgrave nach Gembrook durch die Schluchten und den Regenwald fährt.

## Siedlungen in den Dandenongs
In den Dandenong Ranges leben ca. 72.500 Menschen; zählt man die Randgebiete im Osten und Westen der Hügelkette noch hinzu, werden ca. 120.000 Einwohner erreicht. Die größten Ortschaften in der Kernregion (über 5.000 Einwohner) sind
- Belgrave
- Emerald
- Ferntree Gully
- Kilsyth
- Montrose
- Upwey